# Srebrnik (wieś)
Srebrnik – wieś w Słowenii, w gminie Bistrica ob Sotli. W 2018 roku liczyła 93 mieszkańców.